# Pozdvižení v Efesu
Pozdvižení v Efesu je opera buffa o dvou dějstvích a osmi obrazech českého skladatele Iši Krejčího na libreto Josefa Bachtika podle Shakespearovy Komedie plné omylů. Premiéru měla 25. února 1945 ve vysílání Českého rozhlasu v Praze, na jevišti pak až 8. září 1946 v pražském Národním divadle.

## Vznik a první uvedení
Pozdvižení v Efesu byla po Antigoně druhá opera Iši (Františka) Krejčího. Vznikla během druhé světové války v době, kdy Krejčí pracoval v protektorátním rozhlase, a tam také měla premiéru na samém konci nacistické okupace. Jevištní premiéru si pak odbyla v pražském Národním divadle na počátku první poválečné sezóny.
Krejčí měl po celý život zvláštní zálibu v antických tématech. Již Antigona byla na námět Sofoklův, roku 1936 napsal písňový cyklus Antické motivy. I na Shakespearově komedii – která vychází volně z Plautovy komedie Menéchmové – ho lákalo antické prostředí, ale rovněž groteskní děj a nepřítomnost romantické vášně, která se mu ošklivila. Na jeho úpravě na libreto neúspěšně pracoval už od roku 1930 (podle vzpomínek si Shakespearovu hru v překladu Jana Nepomuka Štěpánka koupil v Písku při pobytu s Jaroslavem Ježkem), nakonec se obrátil na hudebního publicistu a muzikologa Josefa Bachtíka (1901–1971), který veršovaný text vyhotovil. Pro Bachtíka to bylo první operní libreto, později napsal pro Zbyňka Vostřáka rovněž libreta k operám Rohovín Čtverrohý a Králův mincmistr.
Krejčí na opeře pracoval v letech 1939–1943. Pozdvižení v Efesu se začalo brzy po dokončení zkoušet v Národním divadle, uvedení však překazilo uzavření divadel v roce 1944. Opera byla nakonec s již vybranými pěvci Národního divadla provedena v Českém rozhlase nedlouho před koncem druhé světové války, 25. února 1945. Získala značný ohlas kritiky i posluchačů, byla v rozhlase opakována a na počátku sezóny 1946/47 se konečně dočkala jevištní podoby v Národním divadle, a to v oceňované inscenaci režiséra Ferdinanda Pujmana s výpravou malíře Jana Zrzavého. V roce 1947 pak získala uměleckou cenu země České.
Shakespearova Komedie omylů byla před Išou Krejčím již zhudebněna několikrát. V roce 1786 měla ve Vídni premiéru opera Gli equivoci Stephena Storace na libreto Lorenza da Ponte, roku 1819 v Londýně opera The Comedy of Errors Henryho Rowleye Bishopa a krátce před Krejčím, roku 1938, měl v New Yorku premiéru muzikál Richarda Rodgerse na libreto Lorenze Harta s názvem The Boys from Syracuse.

## Charakteristika
Bachtíkovo libreto k Pozdvižení v Efesu je obecně považováno za velmi zdařilé. Libretista podle vlastního vyjádření vycházel ze Shakespearovy předlohy v překladech Jana Nepomuka Štěpánka, Josefa Václava Sládka a Josefa Čejky a přihlížel i k Plautovým Menaechmům. Hudební čísla jsou veršovaná, přičemž jejich jazyk je přizpůsoben jednajícím postavám – říkankové texty pro sluhy, vznešenější pro hlavní postavy. Mluvené části jsou pak napsány rytmizovanou prózou. Děj byl pro účely opery zestručněn (podle Václava Holzknechta „vyházel odtud velkou část děje, a co zbylo, stačilo bohatě na operu“), vypadly některé postavy – zejména rodiče obou Antifolů, a s nimi i zápletky a scény s nimi související. Bachtík vypustil také scény s příliš silným dramatickým efektem, jako úvodní bouře nebo hrozící poprava. Komiku trochu zušlechtil, například v traktování obou sluhů Dromiů (i když honičky a pohlavkování zůstaly), odstranil také postavy prostitutek a vůbec náznaky, že je Antifolus Efeský své ženě nevěrný, a pozměnil motivace a charakteristiky jednotlivých osob, například lyričtěji vykreslil Antifolovu švagrovou Lucianu a dodal ušlechtilé rysy vévodovi.
Krejčího hudba je ve stylu českého neoklasicismu, vědomé navazování na klasické i předklasické, v každém případě na předromantické hudební tradice. Jeho tvorba je často označována za „gaminskou tvář neoklasicismu“ mající „humor hravého a roztomilého kluka“, a podle Václava Holzknechta právě „bouřlivé veselí“ předlohy Krejčího přitahovalo, protože „hovělo jeho prvotné veselosti až nezbedné“. Podle muzikologa Karla Šroma má Pozdvižení v Efesu „mozartovskou vybroušenost a rossiniovský švih“; podobná přirovnání nabízí i například Přemysl Pražák. Krejčí se v hovorech o této opeře odvolával na italskou operu buffu, formou, v níž se střídají hudební čísla s mluvenými, však připomíná spíše singspiel nebo lidovou zpěvohru.
Hudba opery má tři základní formy, přičemž převažuje komická část, uvozená již předehrou – Krejčí ji nazývá „intráda“ – „s vědomým rázem pouťové řachandy“ (podle Holzknechta). Recitativy jsou koncipovány v rychlém parlandu a v související hudbě je hodně staccatových útvarů. Zejména hudba obou sluhů Dromiů má popěvkový, kupletový charakter. Nejfraškovitějším místem je pasáž ve druhém dějství, kdy se místní felčar pokouší léčit údajné šílenství hrdiny Antifola Efeského tancem. Vyskytují se však i lyrická místa, zejména v áriích obou žen, Adriany (Já tuším, Luciano, co vězí v tom) a Luciany (Když mladá žena vytuší). Vznešený tón se ozve například ve vyprávění Antifola Syrakuského (Měl jsem bratra stejného stáří) a v hudbě vévodského hlasatele a vévody samotného.
Pozdvižení v Efesu a celkově tvorbě Iši Krejčího se věnoval hudební vědec Václava Holzknecht, podle nějž „Išova buffa má moderní tvář, kterou jí dává harmonie, zkypřená všelijakými malými či zmenšenými intervaly nebo občasnou bitonalitou, rytmus, poučený na Stravinském, ale ne tak složitý, a především ducha a vtip autora, který se nad věcí vznáší a dává jí osobní příchuť.“ Je to podle něj „invenčně požehnané dílo“. Muzikolog Ladislav Šíp měl za to, že „[h]udba Iši Krejčího dospěla v Pozdvižení v Efesu k svému nejčistšímu tvaru.“ Muzikolog Lubomír Dorůžka napsal: „[Pozdvižení v Efesu h]udebně vyniká jednoduchostí, výrazovou stručností a zdravým humorem […] Bezesporu se podařilo autorovi v komických částech opery vytvořit hudbu trvalé umělecké hodnoty.“ Hudební vědec Jan Trojan v této opeře nacházel „pasáže nenapodobitelného zvukového kouzla“ a soudil, že „[n]aivní až trumpetkový sloh, čirá diatonika a svrchovaná prostota výrazu dodávají opeře zvláštního půvabu.“ Celkově je opera velmi divadelní a dynamická (Holzknecht: „opera má promyšlený rytmus a celkové brio“; Ladislav Šíp: „vše plyne v jeho opeře lehce a jaksi samozřejmě svižně“).

## Kritický ohlas
Již po této rozhlasové premiéře mínila kritika, že dílo „zanechalo dojem opravdu přesvědčivý. Jeho velkou předností je především vtipné libreto, jadrné české slovo Bachtíkovo, které ve vesměs dokonalé deklamaci se výtečně uplatnilo. V Iši Krejčího hudbě pak je, jako ostatně vždy, jiskra, veselý pohyb, uličnická rytmičnost, ale také, což je u něho novinkou, vážný rejstřík milostně filosofického zanícení, jakýsi elysejský, mírně melancholický šerosvit…“ (Lidové noviny). Podle recenze chce Pozdvižení v Efesu „býti živým novodobým příspěvkem k žánru opernímu, jedním z řešení obecně pociťované krise operního tvoření“.
Při hodnocení jevištní podoby pak nešetřil chválou například recenzent Svobodného slova. Vedle chvály „libreta vynikajících kvalit“, jehož autora přirovnával k Jaroslavu Vrchlickému jakožto libretistovi Jessiky, se věnoval Krejčímu, „skladateli hudby založené na jiskrném pohybu, ruchu a reji – skladateli epigramaticky vyhraněných a vyhrocených útvarů, hudby tryskající jen z čirých představ hudebních a štítící se manýry psychologisující a filosofující.“  Recenzent zmiňuje Mozarta, Rossiniho a Škroupa, ale tvrdí: „Klasicismus je Krejčímu jen orientačním odrazištěm, jinak je hudba jeho zpěvohry čerpána z vlastních bohatých a osobitých fondů.“ Krejčího hudba k Pozdvižení v Efesu je podle něj „melodická, jadrná, oproštěná, svým způsobem až lidově zpěvná, […] jevištně přiléhavá, operní“; skladatel triumfuje prý jako melodik a rytmik, jakož i pomocí delikátní, vzdušné a vtipn= instrumentace. Pozdvižený v Efesu je podle recenzenta dílo „české, národní i lidové“.
Recenzent listu Svobodné noviny hledal kořeny Pozdvižení v Efesu už u Pergolesiho Služky paní, ne-li hlouběji. Oceňoval „bystře pointovaný text a výrazné i plastické slovo Bachtíkovo“ a o hudbě psal: „Od ouvertury a prvního obrazu proudí tu bystrá, místy burleskně persiflážní, místy krátkodechá, ale vždy jasná a neunavující hudba Krejčího. Jejím novem je cudná, jakoby etherická lyrika, jež trochu čerpá z nálad a harmonií až gotickorenesančních.“ Též deník Lidová demokracie mínil, že „[v]zorná čeština, vtip, slovní pohotovost jsou přednosti Bachtíkova libreta“, a hledal Krejčího vzory ještě v době předklasické. Podle recenzenta se skladatelova „hudební nápadovost vyznačuje stručností a krátkostí motivu […] Melodickým principem jeho hudby je totiž spád a útvarnost lidových zpěvů, nikoliv nápěvková teorie, dokonce ne způsob ariosní. […] Je to hudba umělce vnitřně vyrovnaného, sama se sebou spokojeného a svým klidem a mladickým optimismem, humorem a jakousi laškovností nakažlivě působí i na posluchače.“
Přemysl Pražák v revue Naše doba uvítal zejména Krejčího humor: „Iša Krejčí má dar u našich skladatelů nepříliš častý: schopnost zvláštního, někdy až chlapecky rozpustilého, vždy pak bezprostředního a ze srdce jdoucího humoru. Dovedl proto pro dlouhou řadu komických i čistě šprýmovných situací své opery nalézti vždy svrchovaně výmluvný a přiléhavý výraz, jenž slovní humor textu a komiku situací postihuje a zvyšuje. Podaří se mu nejednou uhoditi na tón příbuzný hudebnímu humoru rossiniovskému nebo mozartovskému.“ Nacházel ale také „citovou bezprostřednost a upřímnost“ v lyrických scénách. Forma hudebních čísel prý Krejčímu umožnila uplatnit „dovednost vyjadřovací zkratky“; Pražák si ji vysvětloval i tím, že i většina dosavadních Krejčího děl měla skrovné rozměry.
Operu uvítal, i když s určitými výhradami, také Ivan Medek ve Svobodném Československu: „Děkujeme Išovi Krejčímu. Děkujeme mu za to, že v době nejhlubšího národního utrpení (v roce 1943) dokázal napsat operu, která dává lidem radost a smích. […] Tato živá, optimistická hudba je plná veselého dramatického napětí, se kterým velmi zajímavě kontrastují části lyrické a filosoficko-meditativní.[…] Krejčího opeře ovšem vadí jistá stereotypnost v hudebním rozlišení jednotlivých dramatických situací. Vyskytuje se v ní […] hudba trojího charakteru: veselého až groteskního, lyricky milostného a filosoficko-meditativního. Tyto se od sebe navzájem ostře liší, ale uvnitř jsou takřka neměnné. Nejmarkantněji se to jeví v rytmické podobnosti zpěvů.“
Vladimír Bor ve Světě práce stavěl tuto operu do kontextu soudobých snah o operní reformu: „Iši Krejčího Pozdvižení v Efesu je na příklad soudobé dílo, jež přímo volá po uvolněném, osvobozeném operním divadle. Proti skladebné methodě této opery, např. proti formuli její rytmické sazby, mohou mít soudobí muzikanti své výhrady, ale v její jiskřivé hybnosti, smavé čistotě a ryzí komediálnosti mají téměř všechny předpoklady k nové a jevištně nejpružnější divadelnické reprodukci.“
Vyskytly se však i záporné hlasy, například nepodepsaná recenze v lidoveckém týdeníku Obzory: „[…] přestože referáty v českém tisku se po premiéře předháněly ve chvalozpěvech, nedejme se tím ovlivnit a řekněme pevně hned, že publikum vyvinutějšího vkusu nemůže uspokojit. […] Již samotné zpracování libreta je práce slabá […] citlivější ucho se těžce smiřuje s jeho básnickou stránkou. Celkem dobrou dramatickou stavbu vyplňují jen pouťová říkadla se stereotypními refrény, jež dodávají áriím podobu kupletu, a s diletantskými rýmy, jež místy přímo bolí. A k tomu si představte ekvivalentní hudbu, kterou se I. Krejčí udánlivě chtěl přiblížit schématu klasické italské opery buffy. Skutečně se mu podařilo vytvořit stejně starobylé, uzavřené výstupy, spojované tu a tam mluvenou prózou, stejně jednoduchá ariosa, stejně neživotná a nepřirozená dua, tercetta, kvarteta i sbory, a to hudbou založenou stejně diatonicky, tonálně a homofónně, stejně neproblematickou a ještě snad mechaničtěji se odvíjející a jednotvárněji otvíranou i uzavíranou. Je to snad hudba humorná, ale bez hřejivosti, připomínající kolovrátkový doprovod, s harmonií zjednodušenou na minimum. […] Pozdvižení v Efesu lze uznat za umělecké dílo, ale je to dílo bez božské jiskry, bez krve, nezáživné a nudné.“
Pozdvižení v Efesu, i když tak nebylo Krejčím zamýšleno, vyhovovalo rovněž estetice komunistického režimu, která hledala ušlechtilou lidovou zábavu se „sdělnou“, posluchačsky přívětivou hudbou, což tato opera splňovala. Muzikolog a přední komunistický hudební teoretik Antonín Sychra v polovině 50. let 20. století také mínil, že „je naléhavě třeba takových děl“, protože „i dnes, a právě dnes, hraje významnou společenskou úlohu taková komická opera, mozartovsky radostná, lidsky úsměvná, svobodně dýchající z plných plic“.
Koncem 60. let však již muzikolog Rudolf Pečman (v Hudebních rozhledech při příležitosti brněnské inscenace roku 1968) mínil, že „[d]obová podmíněnost a slohové omezení jsou daleko zjevnější dnes, kdy komika, humornost a celý habitus hudební mluvy vyznívají již poněkud antikvovaně.“ V témže roce však byla ve stejném časopise oceňována jako „jedna z nejlepších hudebních komedií v české dramatické literatuře 20. stoletíׅ“.

## Inscenační historie
Z hlediska inscenační historie je Pozdvižení v Efesu nejhranější poválečnou operou; může se s ní měřit jen Pauerova Zuzana Vojířová, jejíž jevištní život však byl časově omezenější. Avšak muzikolog Vilém Pospíšil roku 1973 při zmínce o obou inscenacích Pozdvižení v Efesu v Národním divadle inscenační úspěch této opery relativizoval: „Přestože šlo o operu komickou a navíc podle Shakespeara […], úspěch u posluchačů tomu neodpovídal. Prošla sice řadou dalších jevišť, ale s podobným osudem.“
První inscenace v Národním divadle se hrála jen jednu sezónu a dosáhla desíti repríz. Následovaly další inscenace: v roce 1949 Městské divadlo v Plzni, v roce 1951 Slezské oblastní divadlo Zdeňka Nejedlého v Opavě, v roce 1952 Krajské oblastní divadlo v Olomouci, v roce 1953 Státní divadlo Ostrava, v roce 1961 Jihočeské divadlo v Českých Budějovicích, v roce 1962 Divadlo F. X. Šaldy v Liberci a znovu Národní divadlo v Praze, roku 1967 Státní divadlo v Brně, roku 1968 opět divadlo v Olomouci, roku 1971 Komorní opera brněnské JAMU, roku 1984 podruhé divadla v Plzni a v Opavě. Od pádu komunistického režimu jedinou inscenaci připravila roku 2001 znovu Komorní opera JAMU.
Pozdvižení v Efesu bylo uvedeno i mimo české země: roku 1955 ve východoněmeckém Rostocku (premiéra 4. prosince pod názvem Wirrwarr in Ephesos) a roku 1963 ve Státním divadle Košice (premiéra 2. února pod názvem Zmätok v Efeze). Koncem 50. let 20. století se prý uvažovalo i inscenaci v západním Německu.
Již první rozhlasové vysílání opery z února 1945 bylo zaznamenáno, a proto mohlo být Pozdvižení v Efesu následně několikrát vysíláno v Československém rozhlase. Roku 1973 byl pořízen nový rozhlasový záznam. Opera se také vícekrát objevila v Československé televizi. Poprvé byla vysílána již 11. dubna 1958 v živém přenosu, režii měli Přemysl Freiman a Karel Berman, zpívali mimo jiné Jiří Joran (Antifolus Syrakuský), Viktor Kočí (Dromio Syrakuský), Vladimír Jedenáctík (Angelo), Eva Blažková (Adriana) a Jaroslava Dobrá (Luciana); záznam nebyl pořízen. Další televizní inscenaci natočil roku 1968 režisér Ladislav Štros a vysílala se poprvé 1. ledna 1969. Třetí v pořadí pak natočil Jan Bonaventura roku 1985; měla televizní premiéru 31. května 1987 a reprezentovala ČST na Mezinárodním televizním festivalu Zlatá Praha. Štrosova i Bonaventurova inscenace podle dobové praxe využívaly činoherce zpívající na playback operních pěvců.
Již roku 1944 vyšly v nakladatelství Františka Nováka „výňatky ze zpěvohry“ Pozdvižení v Efesu (obálku navrhla Toyen) a v roce 1945 a opět v roce 1963 bylo vydáno libreto opery. Klavírní výtah Pozdvižení v Efesu vydalo roku 1953 Státní nakladatelství krásné literatury, hudby a umění, partituru poskytuje DILIA.

## Osoby a první obsazení
| osoba                                                  | hlasový obor  | rozhlasová premiéra (25. února 1945) | jevištní premiéra (8. září 1946) |
| ------------------------------------------------------ | ------------- | ------------------------------------ | -------------------------------- |
| Vévoda                                                 | basbaryton    | Stanislav Muž                        | Eduard Haken                     |
| Antifolus Efeský                                       | baryton       | Bořek Rujan                          | Josef Křikava                    |
| Dromio Efeský                                          | tenor         | Oldřich Kovář                        | Oldřich Kovář                    |
| Antifolus Syrakuský                                    | baryton       | Zdeněk Otava                         | Zdeněk Otava                     |
| Dromio Syrakuský                                       | tenor         | Jaroslav Skácel                      | Jaroslav Skácel                  |
| Adriana                                                | soprán        | Marie Budíková                       | Zdenka Hrnčířová                 |
| Luciana                                                | mezzosoprán   | Ludmila Hanzalíková                  | Ludmila Hanzalíková              |
| Lékař                                                  | tenor         | Bronislav Chorovič                   | Bronislav Chorovič               |
| Angelo                                                 | bas           | Vladimír Jedenáctík                  | Vladimír Jedenáctík              |
| Hlasatel                                               | baryton       | Teodor Šrubař                        | Teodor Šrubař                    |
| Strážník                                               | tenor         | Karel Hruška                         | Karel Hruška                     |
| Lodník                                                 | bas           | Karel Kalaš                          | Karel Kalaš                      |
| Lid, stráž, tanečnice, heroldi, trubač a dva strážníci |               |                                      |                                  |
| Dirigent:                                              | Dirigent:     | Otakar Pařík                         | Rudolf Vašata                    |
| Režie:                                                 | Režie:        | …                                    | Ferdinand Pujman                 |
| Scéna:                                                 | Scéna:        | –                                    | Jan Zrzavý                       |
| Choreografie:                                          | Choreografie: | –                                    | Irma Večejová                    |

## Děj opery

### 1. jednání
(1. obraz – V přístavu v Efesu) Loď přistála a lodník vrací Antifolovi, bohatému mladému muži ze Syrakus, peníze, které mu Antifolus během plavby svěřil. Přitom Antifola i jeho sluhu Dromia varuje: Efesos je se Syrakusami v krutém nepřátelství a z nařízení vévody má být každý Syrakusan, který by se v Efesu ocitl, ihned popraven. Antifolus Syrakuský posílá Dromia s penězi do hospody, aby zařídil jejich ubytování, a vypráví lodníkovi, proč se přesto do Efesu vydal. Míval totiž bratra–dvojče, ale kdysi v raném dětství někdo jeho bratra unesl, současně s dvojčetem jeho nynějšího sluhy Dromia. Stárnoucí rodiče stále po ztraceném synovi teskní, a proto se Antifolus vydal bratra hledat po celém Středomoří, avšak nikde ho nenalezl a Efesos je jeho poslední nadějí (č. 1 úvod a vyprávění Antifola Syrakuského Jen probůh, pane, neprozraďte, odkud jste … Měl jsem kdys bratra stejného stáří). Lodník mu přeje zdar a loučí se.
Objeví se Dromio – ale Dromio Efeský. Antifolus Syrakuský ho považuje za svého sluhu Dromia Syrakuského, zatímco Dromio Efeský si ho splete se svým pánem, Antifolem Efeským. Nabádá svého domnělého pána, aby ihned přišel domů k obědu, jinak se jeho manželka paní Adriana bude velmi zlobit. To Antifolus Syrakuský nechápe, zato se ptá po penězích, které sluhovi svěřil, a když o nich Dromio Efeský nic neví, zlobí se naň a bije ho. Za Antifolova láteření a Dromiova naříkání odejdou (č. 2 dvojzpěv Cože! Co je, že jsi tak brzy zpět?).
(2. obraz – V domě Antifola Efeského) Paní Adriana si stěžuje své sestře Lucianě, že poledne už dávno minulo a manžel se ještě nevrátil. Žárlí na jeho svobodu potulovat se podle své libosti, která je ženám odepřena. Luciana ji utěšuje: ví, že v tomto konkrétním manželství to s podřízením ženy muži není tak horké. Vtom se vrátí Dromio Efeský, ale bez pána. Vypráví ženám, jak neslavně probíhalo jeho setkání s Antifolem. Ale Adriana nechce nic slyšet a posílá Dromia pryč s ještě důraznějším příkazem přivést pána konečně domů. Když Dromia vyžene, Adriana dále zuří a podezřívá svého muže z nevěry. Sestře, která se ji snaží konejšit, tvrdí, že dokud je svobodná, nezná mužskou proradnost (č. 3 dvojzpěv, vyprávění Dromia Efeského a árie Ariadny Já celá zoufalá jsem, Luciano … Ne! Ne! Hned, jak mne zhlíd' … Já tuším, Luciano, co vězí v tom).
(3. obraz – Ulice před domem Antifola Efeského) Dromio Efeský vychází z domu; postěžuje si na nevděčný účel sluhy a odchází znovu hledat svého pána (č. 4 píseň Je to osud, je to kříž). Poté se před domem setkávají Antifolus Syrakuský a Dromio Syrakuský. Antifolus Syrakuský se přesvědčil, že s penězi je vše v pořádku. Konfrontuje Dromia ohledně jejich posledního zmateného setkání – o kterém Dromio Syrakuský sice nic neví, ale protože je mazaný, vyhne se vtipem všemu vysvětlování. Navíc z domu vyjdou Adriana a Luciana a zvou muže k obědu. Antifolus a Dromio Syrakuští sice netuší, kdo tyto spanilé dámy jsou, ale protože mají rádi dobrodružství, neprotestují a nechají se odvést. Navíc se k oběma ženám chovají tak dvorně a trochu zvláštně, že i ty jsou trochu vyvedeny z míry a okouzleny. Všichni vcházejí do domu (č. 5 kvartet Hleďte, můj pane, kývají na nás … Hledí tak divně, lhostejně, cize).
Přichází Antofolus Efeský, bohatý efeský obchodník a vévodův přední rádce, se svým sluhou Dromiem Efeským a zlatníkem Angelem. U toho si Antifolus objednal pro svou choť zlatý řetěz a nyní Angela kárá, že mu ho ještě nedodal. Antifolus Efeský navíc spěchá domů, protože ho bude žena postrádat k obědu. Když ale Dromio Efeský tluče na dveře, Dromio Syrakuský na druhé straně mu odmítá otevřít a posílá všechny tři muže pryč jako opilce a blázny. Antifolus Efeský se zlobí a volá na svou ženu, ale Adriana ho odbývá jako podvodníka – vždyť její manžel s ní právě sedí u stolu. Antifolus Efeský musí přiznat porážku a je přesvědčen (stejně jako Dromio Efeský a Angelo), že manželka je vevnitř s milencem (č. 6 kvintet a malý kvartet Hola hej, což neslyšíte? … Že od prahu nás vyhnat dá).
(4. obraz – V domě Antifola Efeského) Antifolus Syrakuský se dvoří Lucianě. Ta je jeho zájmem zmatena – vždyť je jejím švagrem – ale podléhá (č. 7 dvojzpěv Tvá slova jsou mi záhadou … Co láska je, co o ní víš? … Vždyť láska jasným plamenem). Poté přináší Angelo objednaný zlatý řetěz. Antifolus Syrakuský ho přejímá, ale místo své „choti“ si ho nasadí sám. Po Angelově odchodu se vrací Dromio Syrakuský a stěžuje si – laškoval s jakýmsi děvčetem a v tom ho přepadla jakási tučná ženská, tvrdila, že je jeho manželkou, a lála mu. Antifolus Syrakuský s ním soucítí – oba se znenadání stali ženatými a oběma to překáží v lásce k jiné (č. 8 zpěv Dromia Syrakuského a dvojzpěv Můj ty světe, můj ty světe … Je to vskutku pocit divný).
(5. obraz – Ulice v Efesu) Dromio Efeský si stěžuje na to, že má hlad, zato Antifolus Efeský se nemůže vzpamatovat z ponížení. Posílá Dromia, aby koupil velký bič na vetřelce v jejich domě, a o samotě přemýšlí, jak ho mohla jeho milovaná Adriana podvést. Strážník tudy právě vede Angela. Ten je stíhán pro dluh a strážník ho dá zavřít, pokud nebude schopen pohledávky splatit. Angelo se dovolává toho, že má obdržet podstatnou sumu třiceti zlatých za řetěz pro pana Antifola. A protože ten je právě zde, prosí ho Angelo o zaplacení dluhu. Antifolus Efeský sice tvrdí, že žádný zlatý řetěz nepřevzal, ale protože Angelo je to ochoten odpřisáhnout před svědky, odvádí strážník v souladu s literou zákona místo toho do vězení Antifola Efeského – za nadávek pohoršených efeských občanů stranících zčásti Angelovi, zčásti Antifolovi (č. 9 finále I Poledne je pryč a jídlo žádné … Jak je mi to všechno záhadné … Milý pane, to my známe … Hanba pro nás Efesany).

### 2. jednání
(6. obraz – V domě Antifola Efeského) Přibíhá Dromio Syrakuský. Potkal svého (domnělého) pána, jak byl odváděn strážníkem, a ten ho úpěnlivě žádal, aby doma sehnal třicet zlatých. Dromio je zděšen tím spíše, že má za to, že se jeho pán prořekl a prozradil svůj syrakuský původ – a že ho tedy čeká smrt. Adriana a Luciana jsou znepokojeny, zvláště když neznají důvod Antifolova zatčení, ale vybaví Dromia penězi a posílají ho Antifolovi na pomoc (č. 11 trojzpěv Sláva, paní, že jste doma).
(7. obraz – Ulice nebo náměstí v Efesu) Hlasatel jménem vévody zve všechny Efesany na slavnostní hostinu ve vévodském zámku (č. 12 provolání vévody efeského Pozdrav vévodův všem!). Slyší to i Antifolus Syrakuský a přemítá, že Syrakusana by na slavnosti jistě nechtěli. Až na tento Damoklův meč nad jeho hlavou se mu v Efesu líbí: všichni se mu klaní a snaží se ho naklonit, ba i děvčata se kolem něj točí (č. 13 recitativ a árie Velikou slavnost pořádat hodlá … Kde koho potkám, úctu mi vzdává). Přibíhá Dromio Syrakuský a předává mu žádaných 30 zlatých. O těch Antifolus Syrakuský nic neví a začíná se mu zdát, že v Efesu se dějí divné věci a že by se měli připravit na odjezd. Posílá Dromia do přístavu, aby mu ze zavazadel přinesl pro všechny případy meč.
Po odchodu obou přivádí strážník Antifola Efeského. Antifolus čeká na Dromia a Dromio Efeský skutečně přichází, ale místo očekávaných peněz na vyplacení přináší… bič. Antifolus Efeský zuří a haní a vyplácí Dromia, strážníka i přicházející Adrianu. Ta přivádí lékaře, protože změny manželových nálad – a náklonnosti – ji znepokojily. Lékař zuřícího Antifola Efeského – a Dromia Efeského šmahem k tomu – vyšetří a prohlásí je za posedlé šílenstvím. Když nepomůže léčba tancem, dá je svázat do svěracích kazajek a odvést do blázince (č. 14 kvartet Dobře, že jdeš, ženo neblahá … Tak to učí slavný lékař Molière a balet).
(8. obraz – Před palácem vévody efeského) Luciana je nešťastná: když se ukázalo, že její švagr není záletník, nýbrž šílenec, ulevilo se jí – jenže ztracený sen lásky ji tíží (č. 15 recitativ a zpěv Sestra se tedy mýlila … Když mladá žena vytuší). – Strážník a Angelo si vyměňují postřehy o smutném úděl Antifola a Dromia. Ke svému úžasu vidí Antifola (Syrakuského) procházet se na svobodě, ba s řetězem kolem krku, a vzápětí i Dromia s mečem a popěvkem na rtech (č. 16 Hej, hola, hola, tralala). Strážník si přivede posily a snaží se Antifola a Dromia znovu zatknout, ti se však brání a prohlašují se hrdě za Syrakusany. Před dorážejícími ozbrojenci uprchnou přes zeď do vévodova paláce.
Adriana přibíhá, tluče na brány paláce a (za soucitných komentářů veřejnosti) se snaží dostat dovnitř a zneškodnit svého pomateného manžela. Vychází vévoda a vyslýchá všechny. Nechce věřit, že by jeho ctný a rozšafný rádce byl náhle podvodník či blázen. Přibíhá rovněž lékař se zprávou, že Antifolus a Dromio uprchli z blázince, a ihned je tu sám Antifolus Efeský, který vznáší stížnosti vůči manželce, strážníkovi, zlatníkovi i mastičkáři. Ve zmatené situaci jedni straní Antifolovi a druzí Adrianě. Antifolus Efeský si téměř zoufá, když náhle stane tváří v tvář Antifolovi a Dromiovi Syrakuským. Antifolus Syrakuský jako první vše pochopí a dokáže vše vysvětlit. Vydává se vévodovi jakožto Syrakusan na milost, ale vévoda vyhlašuje mír se Syrakusami. Antifolové Syrakuský a Efeský se bratrsky obejmou, podobně jako oba Dromiové; Antofolus Efeský se smiřuje s Adrianou a Antifolus Syrakuský s Adrianiným svolením předá řetěz Lucianě. Vévoda odvádí všechny k hostině a tanci (č. 17 finále II Otevřete, lidé dobří … Spravedlnost žádám, pane! … Vévodo i všichni vy, mne slyšte … Pro vás mnohé dnešek byl dnem zmatku … Všechny lidi dobré vůle).

## Instrumentace
Tři flétny (3. též pikola?), dva hoboje, dva klarinety, dva fagoty; dva lesní rohy, dvě trubky, tři pozouny, (tuba?); tympány, bicí souprava; harfa, celesta; housle, violy, violoncella, kontrabasy.

## Nahrávky
- 1945 (nahrávka Československého rozhlasu, komerčně nevydaná) Zpívají: (vévoda) Stanislav Muž, (Antifolus Efeský) Bořek Rujan, (Dromio Efeský) Oldřich Kovář, (Antifolus Syrakuský) Zdeněk Otava, (Dromio Syrakuský) Jaroslav Skácel, (Adriana) Marie Budíková, (Luciana) Ludmila Hanzalíková, (lékař) Bronislav Chorovič, (Angelo) Vladimír Jedenáctík, (hlasatel) Teodor Šrubař, (strážník) Karel Hruška, (lodník) Karel Kalaš. Orchestr Národního divadla v Praze řídí František Vajnar.[42]
- 1965 (LP Supraphon, DV 6134), úryvky. Zpívají: (vévoda) Eduard Haken, (Antifolus Efeský) Jindřich Jindrák, (Dromio Efeský) Oldřich Kovář, (Antifolus Syrakuský) Zdeněk Otava, (Dromio Syrakuský) Antonín Zlesák, (Adriana) Jadwiga Wysoczanská, (Luciana) Eva Hlobilová, (lékař) Rudolf Vonásek, (Angelo) Karel Berman, (hlasatel) Jan Heriban. Orchestr Smetanova divadla v Praze řídí Robert Brock.
- 1973 (nahrávka Československého rozhlasu, komerčně nevydaná) Zpívají: (vévoda) René Tuček, (Antifolus Efeský) Václav Zítek, (Dromio Efeský) Beno Blachut, (Antifolus Syrakuský) Jindřich Jindrák, (Dromio Syrakuský) Viktor Kočí, (Adriana) Marcela Machotková, (Luciana) Libuše Márová, (lékař) Rudolf Vonásek, (Angelo) Eduard Haken, (hlasatel) Josef Heriban, (strážník) Jan Hlavsa, (lodník) Karel Hanuš. Orchestr Národního divadla v Praze řídí František Vajnar.[43]
- 1985 (inscenace Československé televize, komerčně nevydaná) Hrají: (vévoda) Jiří Adamíra, (Antifolus Efeský) Jiří Bartoška, (Dromio Efeský) Pavel Zedníček, (Antifolus Syrakuský) Jiří Bartoška, (Dromius Syrakuský) Pavel Zedníček, (Adriana) Hana Maciuchová, (Luciana) Jana Preissová, (lékař) Ladislav Křiváček, (Angelo) Lubomír Lipský, (hlasatel) …, (strážník) Petr Nárožný, (lodník) Bořivoj Navrátil. Zpívají: (vévoda) Jaroslav Souček, (Antifolus Efeský) Miroslav Kopp, (Dromio Efeský) Oldřich Kovář, (Antifolus Syrakuský) Ivan Kusnjer, (Dromio Syrakuský) Alfréd Hampel, (Adriana) Jana Jonášová, (Luciana) Silva Virágová, (lékař) Zdeněk Jankovský, (Angelo) Karel Průša, (strážník) Miroslav Frydlewicz, (lodník) Karel Hanuš. Orchestr Národního divadla v Praze řídí František Vajnar. Režie Jan Bonaventura, kamera Jan Osten, kostýmy Věra Fáberová.[47]